# Portsmouth (Virginia)
Portsmouth ist eine county-freie Stadt im Bundesstaat Virginia, in den Vereinigten Staaten, mit 97.915 Einwohnern und einer Bevölkerungsdichte von 1.179 Einwohnern je km² (Stand: 2020). Die Stadt verfügt über einen Seehafen mit Zugang zum Atlantik. Sie gehört zur Metropolregion Hampton Roads.

## Geschichte
Bereits kurz nach der Gründung von Jamestown als der ersten permanenten britischen Siedlung in Nordamerika im Jahr 1607 wurde das Gebiet der heutigen Stadt als ein potentieller Standort für den Schiffbau erkannt. Die Gründung der Stadt erfolgte jedoch erst im Jahr 1752, nachdem sich zuvor in diesem Gebiet verschiedene Plantagen angesiedelt hatten.

### Einwohnerentwicklung
| Jahr | Einwohner¹ |
| ---- | ---------- |
| 1980 | 104.577    |
| 1990 | 103.910    |
| 2000 | 100.565    |
| 2010 | 95.535     |
| 2020 | 97.915     |

¹ 1980 – 2020: Volkszählungsergebnisse

## Geographie
Portsmouth liegt am Atlantik, etwa 550 km südwestlich von New York, 12 km westlich von Virginia Beach und 12 km nördlich von Norfolk, der nächstgrößeren Stadt mit über 200.000 Einwohnern.

### Nachbarschaft
In direkter Nachbarschaft, im Umkreis von 30 km, liegen folgende Städte: Chesapeake, Norfolk, Hampton, Virginia Beach, Newport News, Suffolk, Poquoson, Smithfield

### Klima
Das Klima ist mild und warm, mit einem leichten Wind von See. Statistisch regnet es in den Sommermonaten an durchschnittlich 30 % der Tage, wenn auch nur kurzfristig. Die höchsten Temperaturen sind im Mai bis Oktober, mit bis zu 33 °C. Die kältesten Monate von Dezember bis Februar mit durchschnittlich nur 2 °C.

## Parks und Sportmöglichkeiten
Es gibt ein breites Angebot von 8 verschiedenen Stadtparks sowie mehrere sportliche Einrichtungen sowie Spielwiesen und Möglichkeiten zum Camping. An Sportmöglichkeiten werden Softball, Baseball, Football, Basketball, Soccer (Fußball), Schwimmen, Angeln und Hochseeangeln angeboten.

## Religion
In Portsmouth gibt es derzeit 81 verschiedene Kirchen aus 21 unterschiedlichen Konfessionen. Unter den zu einer Konfession gehörenden Kirchen ist die Baptistengemeinde mit 32 Kirchen am stärksten vertreten. Weiterhin gibt es zu keiner Konfession gehörende Kirchen (Stand: 2004).

## Demographische Daten

Altersverteilung nach Geschlecht in Portsmouth

Das durchschnittliche Einkommen eines Haushalts liegt bei 33.742 USD, das durchschnittliche Einkommen einer Familie bei 39.577 USD. Männer haben ein durchschnittliches Einkommen von 30.122 USD gegenüber den Frauen mit durchschnittlich 23.375 USD. Das Pro-Kopf-Einkommen liegt bei 16.507 USD. 16,2 % der Einwohner und 13,3 % der Familien leben unterhalb der Armutsgrenze.
25,7 % der Einwohner sind unter 18 Jahre alt und auf 100 Frauen ab 18 Jahre und darüber kommen statistisch 90,6 Männer. Das Durchschnittsalter beträgt 34 Jahre (Stand: 2000).

## Militär
Die US Navy betreibt die Reparaturwerft Norfolk Naval Shipyard in Portsmouth. Der Name Portsmouth Naval Shipyard ist an eine Werft in Kittery, Maine, vergeben.

## Kriminalität
Die Kriminalitätsrate hat einen Index von 561,2 Punkten. (Vergl. US-Landesdurchschnitt: 330,6 Punkte)
2002 gab es 11 Morde, 38 Vergewaltigungen, 425 Raubüberfälle, 524 tätliche Angriffe auf Personen, 1.316 Einbrüche, 4.058 Diebstähle und 643 Autodiebstähle.

## Wirtschaft
Die größten Arbeitgeber waren 2021:
| Arbeitgeber                                       | Arbeitnehmer |
| ------------------------------------------------- | ------------ |
| Norfolk Naval Shipyard                            | 12.000       |
| Naval Medical Center, Portsmouth                  | 5.000        |
| Portsmouth Public Schools                         | 2.336        |
| City of Portsmouth                                | 1.478        |
| U.S. Coast Guard                                  | 1.402        |
| Bon Secours Maryview Medical Center               | 1.300        |
| Virginia International Gateway                    | 750          |
| Ceres Marine Terminals                            | 750          |
| Tidewater Community College                       | 375          |
| The Pines Residential Treatment Center            | 375          |
| International Marine & Industrial Applicators LLC | 375          |
| Venture Dynamics Enterprise                       | 375          |

## Schienenverkehr
In der Stadt gibt es Bahnstrecken der heutigen Bahngesellschaften CSX Transportation und der Norfolk Southern.

## Partnerstädte
- Portsmouth, UK
- Dunedin, Neuseeland
- Gorée, Senegal
- Orizaba, Mexiko
- Eldoret, Kenia

## Söhne und Töchter der Stadt
- William George Mackey Davis (1812–1898), Brigadegeneral des Heeres der Konföderierten Staaten von Amerika im Sezessionskrieg
- William Mordecai Cooke (1823–1863), Politiker, Vertreter von Missouri im Konföderiertenkongress und Colonel in der Confederate States Army
- James Dennis Brady (1843–1900), Politiker, Vertreter von Virginia im US-Repräsentantenhaus
- Harry L. Maynard (1861–1922), Politiker, Vertreter von Virginia im US-Repräsentantenhaus
- Sissieretta Jones (1868/1869–1933), Opernsängerin
- Wendell Cushing Neville (1870–1930), Generalmajor im US Marine Corps
- Lindsay McDonald Silvester (1889–1963), Generalmajor der United States Army
- Martha Copeland (≈1891–), Unterhaltungskünstlerin und Bluessängerin
- Sam Kootz (1898–1982), Galerist
- Prince Robinson (1902–1960y), Jazz-Tenorsaxophonist und Klarinettist des Swing
- Wayman Carver (1905–1967), Jazz-Altsaxophonist und -Flötist
- Skip Hall (1909–1980), Jazzmusiker
- Ace Parker (1912–2013), Baseball- und American-Football-Spieler
- Alfred S. Sussman (1919–2001), Botaniker und Mykologe
- Paul C. Rosenbloom (1920–2005), Mathematiker
- William B. Spong (1920–1997), Politiker, Vertreter von Virginia im US-Senat
- Richard Joseph Davis (1921–1999), Politiker, Vizegouverneur von Virginia
- John B. McKay (1922–1975), Testpilot
- V. C. Andrews (1923–1986), Schriftstellerin
- Dave Bailey (1926–2023), Jazzschlagzeuger
- William G. Curlin (1927–2017), römisch-katholischer Geistlicher, Bischof von Charlotte
- Ruth Brown (1928–2006), Rhythm-and-Blues-Sängerin
- Henry W. Gould (* 1928), Mathematiker
- Thomas N. Armstrong III (1932–2011), Museumskurator
- Frederick Combs (1935–1992), Schauspieler
- William G. T. Tuttle junior (1935–2020), Viersterne-General der United States Army
- Mary Sears (* 1939), Schwimmerin
- Perry Ellis (1940–1986), Modedesigner
- Robert B. Pippin (* 1948), Philosoph
- Linda B. Hayden (* 1949), Mathematikerin, Informatikerin und Hochschullehrerin
- Jim Moody (* 1949), Schauspieler
- Ray Blue (1950–2025), Jazzmusiker, Bandleader, Komponist, Arrangeur und Interpret auf dem Saxophon
- William Russ (* 1950), Schauspieler
- Radia Perlman (* 1951), Softwareentwicklerin und Netzwerktechnikerin
- Don Edward Machholz (1952–2022), Optiker und Amateurastronom
- Bebe Buell (* 1953), Musikerin und Sängerin sowie ehemaliges Fotomodell und Playmate
- Bob Baumhower (* 1955), Footballspieler
- Daniel Felton (* 1955), römisch-katholischer Geistlicher, Bischof von Duluth
- Ken Bowersox (* 1956), Oberst der US-Luftwaffe und Astronaut der NASA
- Deborah Coleman (1956–2018), Bluesgitarristin
- Mike Watt (* 1957), Musiker, Songschreiber, Radio-Moderator und Produzent
- Christopher W. Grady (* 1962), Marineadmiral und stellvertretender Vorsitzender des Vereinigten Generalstabs
- Wanda Sykes (* 1964), Schauspielerin
- James Murphy (* 1967), Gitarrist
- Patton Oswalt (* 1969), Komiker und Schauspieler
- Missy Elliott (* 1971), Rapperin, Sängerin und Produzentin
- George Evans (* 1971), Basketballspieler
- Shay Brown (* 1973), Schauspielerin
- Chad Hugo (* 1974), Musikproduzent
- Alex Waterman (* 1975), Cellist und Komponist
- LaTasha Colander (* 1976), Leichtathletin
- Stowe Buntz (* 1979), Dartspieler
- Darryl Tapp (* 1984), American-Football-Spieler
- Vernon Macklin (* 1986), Basketballspieler
- LaShawn Merritt (* 1986), Leichtathlet
- Dorian Finney-Smith (* 1993), Basketballspieler
- Jalen Smith (* 2000), Basketballspieler